# Ołeksandr Hwozdyk
Ołeksandr Serhijowycz Hwozdyk (ukr. Олекса́ндр Сергі́йович Гво́здик; ur. 15 kwietnia 1987 w Charkowie) – ukraiński bokser, brązowy medalista olimpijski z Londynu, były zawodowy mistrz świata WBC w wadze półciężkiej.

## Kariera amatorska
W 2012 roku na turnieju olimpijskim w Londynie zdobył brązowy medal. W 1/16 pokonał Białorusina Michaiła Dauhalawieca, w 1/8 wygrał z Osmarem Bravo z Nikaragui, w ćwierćfinale zwyciężył nad Algierczykiem Abdelhafid Benchabla. W walce półfinałowej przegrał z Kazachem Ädylbekiem Nijazymbetowem. Wraz z Brazylijczykiem Yamaguchim Falcão Florentino zdobył brązowy medal, ponieważ walka o 3. miejsce się nie odbyła.

## Kariera zawodowa
Zawodową karierę rozpoczął 12 kwietnia 2014 roku w Las Vegas, pokonując przez nokaut w pierwszej rundzie Mike'a Montoyę (5-2-1). 1 grudnia 2018 w szesnastej zawodowej walce zdobył pas mistrzowski organizacji WBC w wadze półciężkiej, wygrywając przez nokaut w 11 rundzie z Adonisem Stevensonem. Po walce jego rywal w stanie krytycznym trafił do szpitala.
18 października 2019 roku w Filadelfii przegrał przez techniczny nokaut w 10. rundzie walkę o mistrzowskie pasy federacji WBC i IBF w wadze półciężkiej z Arturem Beterbijewem (15-0, 15 KO).